# Pedicularis nana
Pedicularis nana är en snyltrotsväxtart som beskrevs av C. E. C. Fischer. Pedicularis nana ingår i släktet spiror, och familjen snyltrotsväxter. Inga underarter finns listade i Catalogue of Life.